# Aphos porosus
Aphos porosus, vrsta morske ribe iz porodice Batrachoididae, red Batrachoidiformes. Jedini je predstavnik roda aphos. Nastanjuje demersalnu zonu u južnom Pacifiku od Perua do Mageljanovog prolaza. 
Naraste do 28.0 cm dužine i 265 g. težine. Opisao ju je Valenciennes, 1837. Sinonimi su joj Batrachus porosus Valenciennes, 1837 i Porichthys afuerae Evermann & Radcliffe, 1917. U španjolskom jeziku poznata je pod više naziva (Bagre de mar, Bagre)